# Leoš Firkušný
Leoš Firkušný (Napajedla, hoy en la República Checa, 16 de julio de 1905-Buenos Aires, Argentina, 9 de julio de 1950) fue un musicólogo checo.
Fue el hermano mayor de Marie y del pianista Rudolf Firkušný. Gran experto en el compositor Leoš Janáček, 
difundió su figura y obra en el extranjero.
Leoš Firkušný fue también uno de los fundadores del Festival de la Primavera de Praga.